# Acmopyle
Acmopyle é um género de conífera pertencente à família Podocarpaceae.
Este género é característico da flora antártica, que evoluiu nas regiões frias e húmidas da parte sul do supercontinente Gondwana. Este supercontinente sofreu transformações entre 110 e 30 milhões de anos atrás, que resultaram na separação dos continentes da América do Sul, Austrália, África, Índia e Antártida. A Nova caledónia é um antigo fragmento de Gondwana e acabou por reter membros deste género botânico. As Ilhas Fiji, por serem mais recentes do ponto de vista geológico, poderão ter adquirido este tipo de flora por atravessamento do oceano.

## Espécies
Este género só inclui duas espécies de árvores de folhas persistentes:
- Acmopyle pancheri, endêmica de Nova Caledônia
- Acmopyle sahniana, endêmica de Fiji.